# 孔安堂
孔安堂，位于中国广东省汕头市潮阳区文光街道亭脚路西门头，2005年8月16日公布为汕头市文物保护单位，类型为古建筑。
孔安堂的历史年代为南宋。